# Milford Road

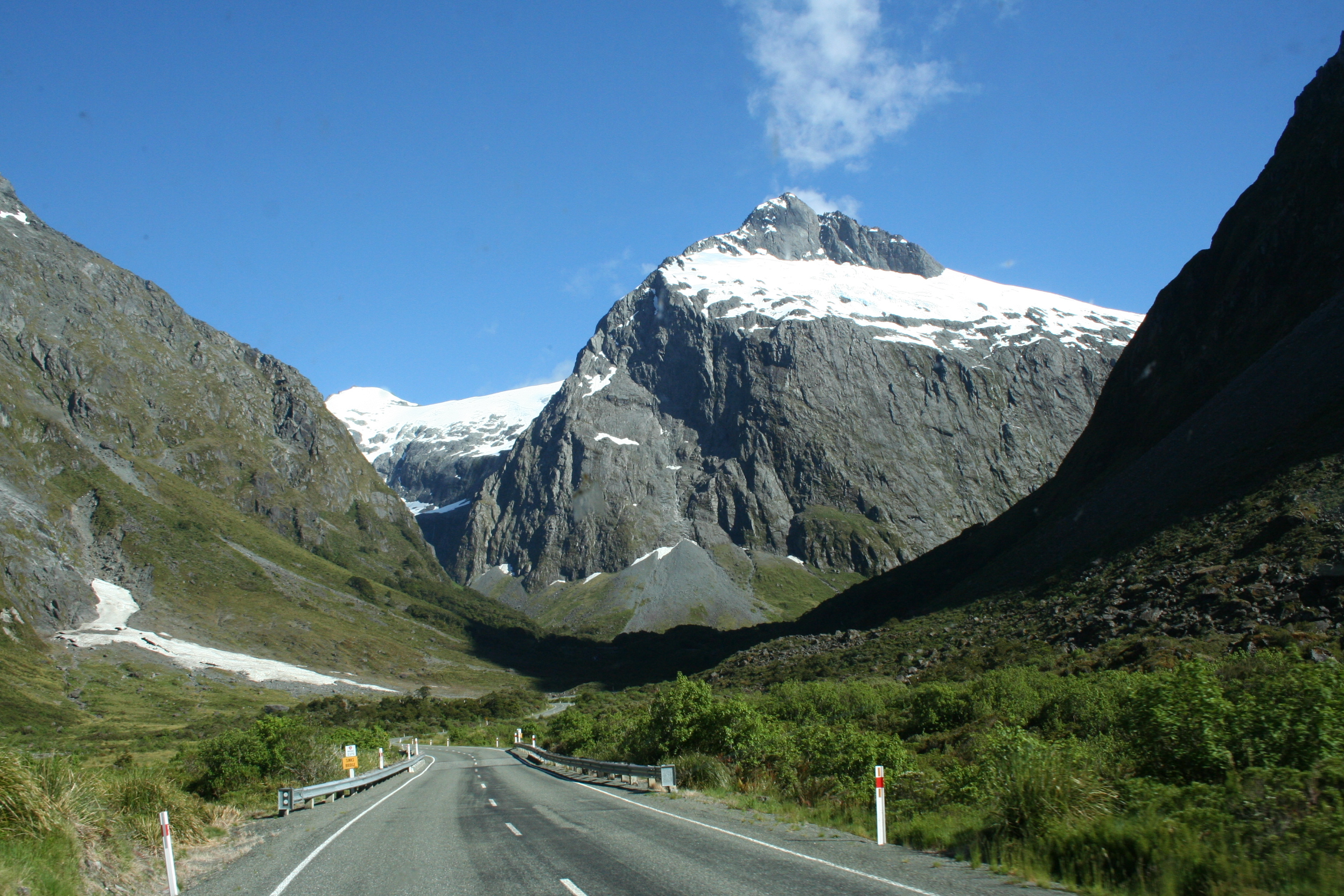

A Milford Road é uma perigosa rodovia de 119 km localizada na Nova Zelândia, que registra uma taxa de acidentes 65% maior que o restante das estradas do país.